# Laxmannia paleacea
Laxmannia paleacea là một loài thực vật có hoa trong họ Măng tây. Loài này được F.Muell. mô tả khoa học đầu tiên năm 1859.